# آندره راندال
آندره راندال (فرانسوی: André Randall‎؛ ۹ دسامبر ۱۸۹۲ – ۴ ژوئیه ۱۹۷۴) بازیگر اهل فرانسه بود.
از فیلم‌هایی که وی در آن نقش داشته‌است، می‌توان به آتول کا و دوباره خداحافظ اشاره کرد.